# مرد عنکبوتی (فیلم)
مرد عنکبوتی (به انگلیسی: Spider-Man) فیلمی ابرقهرمانی محصول سال ۲۰۰۲ به کارگردانی سم ریمی است که بر پایه شخصیت مرد عنکبوتی شرکت مارول کامیکس ساخته شده‌است. این فیلم نخستین فیلم از مجموعه فیلم‌های مرد عنکبوتی در فیلم است. توبی مگوایر در نقش پیتر پارکر/مرد عنکبوتی، ویلم دفو در نقش نورمن آزبورن/گرین گابلین، کریستِن دانست در نقش معشوقهٔ پیتر پارکر، مری جین واتسون و جیمز فرانکو در نقش هری آزبورن صمیمی‌ترین دوست پیتر و پسر نورمن آزبورن است.

نماد فیلم مرد عنکبوتی

بعد از یک سردرگمی تقریباً ۲۵ ساله برای ساخت این فیلم، سونی پیکچرز در سال ۱۹۹۹ امتیاز ساخت و انتشار جهانی فیلم مرد عنکبوتی را خرید. پیش از استخدام ریمی در سال ۲۰۰۰، رولند امریش، تیم برتون، کریس کلمبوس، بری ساننفلد، مایکل بی، دیوید فینچر و ام. نایت شامالان برای کارگردانی این فیلم در نظرگرفته شده بودند. دیوید کوپ نیز برای نوشتن فیلم‌نامهٔ فیلم استخدام شد و فیلم‌نامه‌ای نوشت که اسکات روزنبرگ آن را اصلاح کرد.
فیلم‌برداری مرد عنکبوتی، در شهرهای لس آنجلس و نیویورک سیتی انجام شد. مرد عنکبوتی در ۳ مهٔ ۲۰۰۲ اکران شد و نظرات مثبتی از منتقدان دریافت کرد. همچنین موفقیت چشمگیری در گیشه داشت و مجموعاً بیش از ۸۲۵ میلیون دلار، فروخت و سومین فیلم پرفروش سال ۲۰۰۲ نام گرفت.

پوستری از فیلم که پس از حادثه تروریستی ۱۱ سپتامبر مورد استفاده قرار نگرفت زیرا برج دوقلو در چشم‌های مرد عنکبوتی منعکس شده‌است

 مرد عنکبوتی در زمان خودش، نخستین فیلمی شد که در هفته اول از مرز ۱۰۰ میلیون فروش می‌گذرد و رکورد بیشترین فروش آخر هفته را شکست و پرفروش‌ترین فیلم کمیک‌بوکی شد. در هفتاد و پنجمین مراسم اسکار، مرد عنکبوتی نامزد دریافت دو جایزه بهترین جلوه‌های ویژه و بهترین تدوین صدا شد. دو فیلم مرد عنکبوتی ۲ و مرد عنکبوتی ۳ در ادامه این فیلم منتشر شدند.

## داستان
در یک اردوی مدرسه ای، پیتر پارکر که دانش آموز سال آخر دبیرستان است، به همراه دوستش هری آزبورن و معشوقه اش مری جین واتسون به آزمایشگاه دانشگاه کلمبیا می‌رود. پیتر در آنجا توسط یک «ابر عنبکوت» که ژنتیک آن دستکاری شده‌است، گزیده می‌شود و باعث می‌شود که او پس از بازگشت به خانه نیز احساس بیماری کند.
در همین هنگام، پدر هری یعنی نورمن آزبورن، بنیانگذار و صاحب آزکورپ سعی می‌کند یک قرارداد مهم نظامی را تضمین کند. او با وجود هشدارهای دستیارش، گازهای سمی ناپایدار برای جهش قدرت را روی خود آزمایش می‌کند که باعث دیوانگی او و به قتل رساندن دستیارش می‌شود.
روز بعد، پیتر متوجه می‌شود که چشم‌هایش دیگر نزدیک بین نیست و او اکنون دارای قدرت‌های عنکبوت مانندی مثل طنیدن تار از مچ‌هایش، رفلکس‌های سریع، قدرت و سرعت فرا بشری و همچنین قابلیت جدیدی برای احساس خطر دارد. پیتر برای تحت تأثیر قرار دادن مری جین، سعی می‌کند پول لازم برای خرید یک ماشین تهیه کند. او با تندی نصیحت عمویش، عمو بن را که به او می‌گوید «با قدرت زیاد، مسئولیت زیاد به همراه می‌آید»، نادیده می‌گیرد و برنده یک مسابقه کشتی می‌شود، ولی مروج حاضر به پرداخت جایزه او نمی‌شود. یک دزد به محل کار مروج دستبرد می‌زند، پیتر برای تلافی کردن کار مروج، به او اجازه فرار می‌دهد. کمی بعد او با عمو بن در حال مرگ مواجه می‌شود که ماشینش نیز از او دزدیده شده‌است، مواجه می‌شود. پیتر قاتل عمو بن و سارق ماشین را تعقیب می‌کند و در نهایت متوجه می‌شود که او همان دزدی است که به او اجازه فرار داده بود. دزد به‌طور تصادفی از پنجره ساختمان سقوط می‌کند و می‌میرد. در این حین، نورمن آزبورن دیوانه به آزمایش رقیب آزکورپ، یعنی شرکا ایرواسپیس، حمله می‌کند و چندین نفر را به قتل می‌رساند. بعد از فارغ‌التحصیلی، پیتر با تهیه لباسی از جنس اسپندکس و با هویت مرد عنکبوتی، نیروهایش را وقف مبارزه با بی عدالتی می‌کند. جیمز جونا جیمسون ناشر روزنامه دیلی بیوگل، پیتر را به عنوان یک عکاس آزاد استخدام می‌کند؛ زیرا او تنها کسی است که می‌تواند از مرد عنکبوتی عکس‌های با کیفیتی بگیرد. بعد از پی بردن به این که اعضای هیئت مدیره آزکورپ قصد اخراج نورمن و فروش شرکت آزکورپ به ایرواسپیس را دارند، آزبورن آن‌ها را به قتل می‌رساند. جیمسون این قاتل مرموز را گرین گابلین می‌نامد.
گرین گابلین به پیتر پیشنهاد می‌دهد که به او بپیوندد؛ اما پیتر نمی‌پذیرد. آن‌ها در یک ساختمان در حال آتش‌سوزی می‌جنگند و در این حین ساعد پیتر زخمی می‌شود. زن‌عمو می، هری، مری جین، و نورمن را برای صرف شام عید شکرگذاری دعوت می‌کند. در جریان شام، نورمن زخم پیتر را می‌بیند و به هویت پنهان او پی می‌برد. او به‌طور ناگهانی میز شام را ترک می‌کند و با عصبانیت به هری می‌گوید که مری جین فقط برای ثروت خانوادگی اش به او علاقه‌مند است؛ اما هری این حرف را رد می‌کند. نورمن همچنین به او توصیه می‌کند که تا وقتی می‌تواند از مری جین بهره ببرد و سپس سریع او را رها کند. بدون اطلاع هری، همه این مکالمه را می‌شوند و مری جین نیز با خاطری آزرده خانه را ترک می‌کند. نورمن که فکر می‌کند بهترین راه شکست پیتر حمله به نزدیکان او است، به می حمله می‌کند و باعث بستری شدن او در بیمارستان می‌شود. در حال عیادت زن‌عمو می در بیمارستان، مری جین نزد پیتر علاقه خود را به مرد عنکبوتی که او را دو بار نجات داده‌است اعتراف می‌کند. هری که با مری جین در رابطه بود، مری جین را در حین گرفتن دست پیتر می‌بیند و به این نتیجه می‌رسد که او به پیتر علاقه‌مند است. هری که به شدیداً آزرده خاطر است، به پدرش می‌گوید که پیتر عاشق مری جین است و به این ترتیب ناخواسته بزرگ‌ترین نقطه ضعف مرد عنکبوتی را فاش می‌کند. نورمن مری جین و یک تله کابین پر از کودک را در کنار پل کوئینزبورو گروگان می‌گیرد و پیتر را مجبور می‌کند که انتخاب کند کدام از یک از آن‌ها را نجات دهد و هر دوی آن‌ها را می‌اندازد. پیتر با سختی فراوان هم مری جین و هم تله کابین را نجات می‌دهد. نورمن پیتر را به یک آپارتمان متروکه پرت می‌کند و به شدت او را ضرب و شتم می‌کند، اما پیتر به زودی ورق را برمی‌گرداند و نورمن هویت خود را فاش می‌کند و به ظاهر از او التماس بخشش می‌کند ولی مخفیانه گلایدر را آماده می‌کند تا پیتر را بکشد. پیتر با بهره‌گیری از حس عنبکوتی جاخالی می‌دهد و گلایدر به جای او، نورمن را می‌کشد. نورمن در لحظات پیش از مرگش، از پیتر می خواد هویت او را برای هری فاش نکند. پیتر جسد نورمن را به خانه آزبورن می‌برد و در آنجا با هری مواجه می‌شود که روی او اسلحه می‌کشد اما پیتر فرار می‌کند.
در تشییع جنازه پدرش، هری قسم می‌خورد که از مرد عنکبوتی، کسی که به اشتباه او را مقصر مرگ پدرش می‌داند، انتقام بگیرد. مری جین اعتراف می‌کند که عاشق پیتر است ولی پیتر برای محافظت از او در مقابل دشمنان خود، احساس واقعیش را از او پنهان می‌کند و به او می‌گوید که آن‌ها فقط می‌توانند دوست باشند. در حین ترک کردن مری جین، پیتر نصیحت عمویش را به خاطر می‌آورد و مسئولیت‌های مرد عنکبوتی بودن را می‌پذیرد.

## بازیگران
| بازیگر        | نقش                      | توضیحات |
| ------------- | ------------------------ | --- |
| توبی مگوایر   | پیتر پارکر/مرد عنکبوتی   | متولد سال ۱۹۸۴، پیتر یک دانش آموز دبیرستانی است که توسط عنکبوتی آلوده به رادیواکتیو گزیده می‌شود و توانایی‌های عنکبوت را پیدا می‌کند. قبل از انتخاب مگوایر، استودیو لئوناردو دیکاپریو، جود لا، وس بنتلی، هیث لجر و کریس اودانل را برای بازی در این نقش در نظر داشت. سم ریمی پس از تماشای فیلم قوانین خانه سایدر تصمیم گرفت از توبی مگوایر برای ایفای نقش مرد عنکبوتی استفاده کند. مگوایر نیز تمرینات خود را آغاز کرد؛ بازی او در فیلم نقدهای مثبتی دریافت کرد، بنابراین استودیو تصمیم گرفت برای دو دنباله دیگر با او قرار داد امضاء کند. برای آمادگی بدنی، مگوایر توسط یک مربی یوگا، کارشناس هنرهای رزمی و متخصص کوهنوردی آموزش داده شد و چند ماه به طول انجامید تا آمادگی بدن خود را بهبود ببخشد. |
| ویلم دفو      | نورمن آزبورن/گرین گابلین | مالک شرکت آسکورپ، پس از اینکه یک گاز را بر روی خودش آزمایش کرد به فردی قدرتمند اما دیوانه به نام گرین گابلین تبدیل شد. او از هویت مخفی مرد عنکبوتی بی‌خبر است؛ بنابراین پیتر را پسر خودش می‌داند و هری را نادیده می‌گیرد. پیش از اینکه دفو برای ایفای این نقش انتخاب شود، نیکلاس کیج، جان مالکوویچ، جیسون آیزکس و جیم کری پیشنهاد ایفای این نقش را نپذیرفتند. |
| کیرستن دانست  | مری جین واتسون           | دختری که پیتر پارکر عاشقش است، او در یک رستوران کار می‌کند و علاقه دارد بازیگر تئاتر شود. قبل از اینکه کیرستن دانست برای ایفای نقش انتخاب شود، کیت باسورث، جیمی کینگ، مینا سوواری و کیت هادسن نامزد های بازی در این نقش بودند. همچنین سم ریمی آلیشیا ویت را برای این نقش در نظرگرفته بود. |
| جیمز فرانکو   | هری آزبورن               | بهترین دوست پیتر پارکر و پسر نورمن آزبورن، همچنین او نیز به مری جین علاقه دارد. |
| کلیف رابرتسون | بن پارکر                 | همسر می پارکر و عموی پیتر، یک برق‌کار اخراج شده‌است که دنبال کار جدید می‌گردد. او توسط یک سارق که پیتر نتوانست جلویش را بگیرد کشته شد. برای نقش عمو بن، پل نیومن و گریگوری پک در نظر گرفته شده بودند. |
| رزماری هریس   | می پارکر                 | همسر بن پارکر و زن عموی پیتر، وی یک مسیحی مؤمن است که از عشق پیتر به مری جین آگاهی دارد. کاترین هپبورن و لورن باکال برای نقش می پارکر در نظر گرفته شده بودند. |
| جی کی سیمونز  | جیمز جونا جیمسون         | سردبیر روزنامه دیلی بیوگل، او مرد عنکبوتی را جنایتکار می‌داند و همواره مورد انتقاد قرارش می‌دهد. |
| جو منگنیلو    | فلش تامپسون              | همکلاسی پیتر پارکر و دوست سابق مری جین |
| الیزابت بنکس  | بتی برانت                | منشی جیمز جونا جیمسون در دیلی بیوگل |
| بیل نون       | رابی رابرتسون            | دستیار جیمز جونا جیمسون |
| بروس کمپبل    | گزارشگر                  | گزارشگر مسابقات کشتی |
| مایکل پاپاجان | سارق                     | سارق مسابقات کشتی و قاتل عمو بن |

## تولید

### توسعه
رولند امریش، تیم برتون، کریس کلمبوس، بری ساننفلد، مایکل بی، دیوید فینچر، ام. نایت شامالان و تونی اسکات به عنوان نامزدهای کارگردانی فیلم در نظر گرفته شده بودند. فینچر قصد نداشت داستان اصلی را به تصویر بکشد، او علاقه داشت فیلم را بر اساس داستان شب مرگ گوئن استیسی بسازد، اما استودیو مخالفت کرد. همچنین کلمبوس نیز به خاطر کارگردانی فیلم هری پاتر و سنگ جادو پروژه را ترک کرد. بنابراین سم ریمی به عنوان کارگردان فیلم انتخاب شد، او که در دوران جوانی طرفدار کمیک‌های مرد عنکبوتی بود با شوق فراوان کارگردانی این فیلم را پذیرفت.
قبل از اینکه ریمی به عنوان کارگردان فیلم انتخاب شود، جیمز کامرون یک فیلمنامه برای مرد عنکبوتی نوشته بود، در آن مرد شنی و الکترو هماوردهای فیلم بودند.
اما پس از اینکه مشخص شد کامرون کارگردان این فیلم نخواهد بود، فیلمنامه دیگری توسط دیوید کپ نگاشته شد که در آن گرین گابلین هماورد اصلی و دکتر اختاپوس هماورد دوم بود. ولی ریمی احساس کرد تمرکز بیشتر بر روی رابطه بین نورمن آزبورن و پیتر پارکر جذابتر است، بنابراین دکتر اکتاویوس را از فیلم حذف کرد. در ماه ژوئن، اسکات روزنبرگ برای بازنویسی فیلمنامه دیوید کپ استخدام شد. در این بازنویسی روزنبرگ دکتر اختاپوس را حذف کرد و چندین ایده جدید به فیلمنامه اضافه کرد.

### فیلم‌برداری
با بازیگران مرد عنکبوتی، فیلمبرداری قرار بود نوامبر ۲۰۰۰ در شهر نیویورک آغاز شود، و فیلم یک سال بعد برای اکران آماده شود، اما فیلم‌برداری به تعویق افتاد تا فیلم در ۳ مه ۲۰۰۲ اکران شود. فیلمبرداری رسماً از ۸ ژانویه ۲۰۰۱ در کالیفرنیا آغاز شد. پس از حملات تروریستی ۱۱ سپتامبر ۲۰۰۱، سکانس‌های خاصی دوباره فیلم‌برداری شد و تصاویر مشخصی از برج‌های دوقلو به صورت دیجیتالی از این فیلم پاک شدند.
در لس‌آنجلس مکان‌ها شامل موزه تاریخ برای آزمایشگاه دانشگاه کلمبیا (پارکر در آنجا توسط عنکبوت آلوده به رادیواکتیو گزیده شده و به قدرت‌های فوق بشری دست پیدا می‌کند)، ساختمان برق (دفتر روزنامه بیوگل) و عمارت گریستون (برای فضای داخلی خانه نورمن آزبورن) مورد استفاده قرار گرفتند.
در ماه آوریل، ۴ تا از لباس‌های اسپایدرمن دزدیده شدند و سونی پاداش ۲۵٬۰۰۰$ برای بازگشت آن‌ها تعیین کرد. آن‌ها پس از ۱۸ ماه پیدا شدند و یکی از محافظان امنیتی سابق استودیو و یکی از هم‌دستان وی دستگیر شدند.
تولید به مدت دو هفته به نیویورک منتقل شد و مکانهایی مانند پل کوئینزبورو، کتابخانه یادبود دانشگاه کلمبیا و کتابخانه عمومی نیویورک و یک باغ پشت بام در مرکز راکفلر را در اختیار گرفت. خدمه به لس آنجلس بازگشتند و در ماه ژوئن تولید و فیلم‌برداری به پایان رسید. ساختمان Flatiron نیز برای دیلی بیوگل مورد استفاده قرار گرفت.

### طرح

ظاهری انیمیشونیک که برای گرین گابلین طراحی شده بود اما در نهایت مورد استفاده قرار نگرفت

قبل از اینکه ظاهر اصلی در فیلم مورد استفاده قرار گرفته شود، طرح اصلی ایجاد شده برای گرین گابلین یک ماسک انیمیشنونیک بود که توسط Amalgamated Dynamics ایجاد شد. این طرح نسبت به محصول نهایی به کمیک‌ها بسیار وفادارتر بود و اجازه می‌داد تا طیف کاملی از احساسات توسط ماسک لباس بیان شود. درنهایت این ماسک قبل از اینکه بازیگر نقش گرین گابلین را بازی کند کنار گذاشته شد و در عوض یک کلاه‌خود برای فیلم تولید شد.
جیمز آچسون، یکی از طراحان لباس مرد عنکبوتی، ایده داشتن یک نماد قرمز روی یک لباس مشکی را مطرح کرد. یکی دیگر، که در نهایت به محصول نهایی منتهی شد، یک آرم بزرگ روی سینه و نوارهای قرمز رنگ که از پهلوهای پاها پایین می‌آمد نشان داده شده‌است. در زیر ماسک اسپایدرمن یک پوسته سخت طراحی شده تا شکل سر بهتر به نظر برسد و هنگام نگه داشتن لباس، ماسک را محکم نگه دارد. توری که لباس را برجسته کرده بود، توسط کامپیوتر قطع شد. لنزهای چشم ماسک نیز به گونه‌ای طراحی شده‌اند که آینه‌ای باشند.

### جلوه‌های بصری
جان دایکسترا سرپرست جلوه‌های تصویری برای تهیه جلوه‌های ویژه این فیلم در ماه مه ۲۰۰۰ استخدام شد. وی ریمی را متقاعد کرد که بسیاری از مانع‌ها را که توسط رایانه تولید می‌شود، بسازد، زیرا این امر از نظر جسمی غیرممکن بود. ریمی در فیلم‌های قبلی‌اش از جلوه‌های ویژه سنتی بیشتر استفاده کرده بود، در مورد استفاده از کامپیوتر در حین تولید چیزهای زیادی آموخته بود. ریمی سخت تلاش کرد تا تمام سکانس‌های چرخش مرد عنکبوتی را که از ساختمان‌ها در نظر گرفته شده بود، «باله در آسمان» باشد. پیچیدگی چنین سکانس‌هایی به معنای افزایش بودجه از ۷۰ میلیون دلار در ابتدا برنامه‌ریزی شده به حدود ۱۰۰ میلیون دلار بود. به دلیل طرح‌های رنگی شخصیت اصلی عکس‌برداری نیز پیچیده‌تر شد.

## دنباله‌ها
در ژانویه سال ۲۰۰۳، سونی فاش کرد که دنباله فیلم مرد عنکبوتی در حال توسعه است و توسط سم ریمی ساخته و کارگردانی خواهد شد. در ۱۵ مارس ۲۰۰۳، در یک تریلر فاش شد که فیلم مرد عنکبوتی ۲ در ۳۰ ژوئن ۲۰۰۴ اکران می‌شود. مرد عنکبوتی ۳، دنباله دوم مرد عنکبوتی و قسمت آخر آن است؛ که به کارگردانی ریمی، در تاریخ ۴ مه ۲۰۰۷ منتشر شد.

## بازی ویدئویی

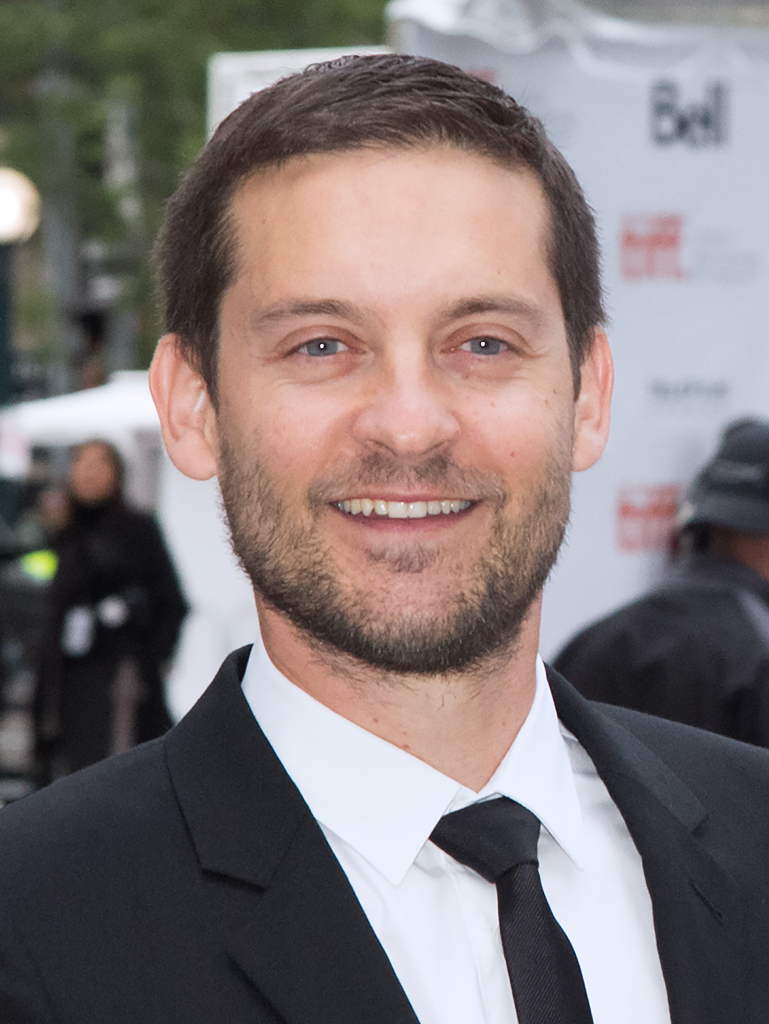
توبی مگوایر, فستیوال فیلم بین الملی تورنتو 2014.

بازی ویدئویی مبتنی بر فیلم با همین نام منتشر شده‌است. این بازی توسط تری‌آرک (فقط برای کنسول‌های خانگی) ساخته شده و توسط اکتیویژن منتشر شده‌است و در سال ۲۰۰۲ برای گیم بوی ادونس، گیم‌کیوب، ماکروسافت ویندوز، پلی‌استیشن ۲، و ایکس باکس منتشر شد. این بازی دارای صحنه‌ها و شرورهای زیادی است که در فیلم حضور نداشتند. دو سال بعد بازی مرد عنکبوتی ۲ به منظور تبلیغ فیلم دوم منتشر شد. در سال ۲۰۰۷ نیز برای تبلیغ و ترویج انتشار سومین فیلم، بازی مرد عنکبوتی ۳ منتشر شد. توبی مگوایر و ویلم دافو نیز تنها بازیگرانی از فیلم بودند که در این بازی به جای نقش‌هایشان صداگزاری را بر عهده گرفتند.
نقد و بررسی‌های این بازی مثبت بود. تا ژوئیه ۲۰۰۶، نسخه پلی‌استیشن ۲ مرد عنکبوتی نیز ۲٫۱ میلیون فروخته و ۷۴ میلیون دلار در ایالات متحده درآمد داشته‌است. نسل بعدی آن را به عنوان پانزدهمین بازی پرفروش راه‌اندازی شده برای پلی استیشن ۲، اکس‌باکس یا گیم‌کیوب بین ژانویه ۲۰۰۰ و ژوئیه ۲۰۰۶ در آن کشور قرار داد. فروش ترکیبی از بازی‌های کنسول مرد عنکبوتی که در دهه ۲۰۰۰ منتشر شد تا ژوئیه ۲۰۰۶ به ۶ میلیون دستگاه در ایالات متحده رسید.